# Jan ze Staniszewic
Jan ze Staniszewic (ur. 1460, zm. 1 września 1505 w Krakowie) – rektor Uniwersytetu Jagiellońskiego w 1493 roku.

## Życiorys
Urodził się w 1460 roku. W 1493 roku objął funkcję rektora Uniwersytetu Jagiellońskiego. Funkcje tę przestał pełnić w tym samym roku. Zmarł 1 września 1505 w Krakowie.